# جنولا
جنولا (به ایتالیایی: Genola) یک کومونه در ایتالیا است که در استان کونیو واقع شده‌است.

## خصوصیات
جنولا ۱۳٫۷۴ کیلومترمربع مساحت و ۲٬۳۸۰ نفر جمعیت دارد و ۳۴۵ متر بالاتر از سطح دریا واقع شده‌است.

## خواهرخوانده
شهر Marcos Juárez خواهرخواندهٔ جنولا هست.